# ラジカルビデオジョッキー
ラジカルビデオジョッキーは、大阪市ミナミの道頓堀にあるパブリックビューアー（大型ビジョン）『トンボリステーション』にて放映されているテレビ番組である。

## 概要
- パブリックビューアー（大型ビジョン）専用番組。
- 毎日夕方から3時間生放送。

## コーナー
- 映画情報
- 音楽情報
- NMB48 presents NUMBER SHOT（MC : 木下春奈、村瀬紗英、梅原真子）
- 笑劇ラフプレイ
- 生放送番組VJ